# Osteopilus marianae
Osteopilus marianae es una especie de anfibios de la familia Hylidae,  endémica de Jamaica.
Su hábitat natural incluye bosques tropicales o subtropicales secos y a baja altitud. Está amenazada de extinción por la destrucción de su hábitat natural.